# Madzjarovo
Madzjarovo (Bulgaars: Маджарово) is een stad in de Bulgaarse oblast Chaskovo, gelegen aan de voet van het Rodopegebergte. Het stadje telt minder dan zeshonderd inwoners en is na Melnik de kleinste stad in Bulgarije. Madzjarovo is de hoofdplaats van de gelijknamige gemeente Madjzarovo, bestaande uit 1 stad en 17 bewoonde dorpen op het platteland. Madzjarovo heeft in het jaar 1974 stadsstatus verkregen, daarvoor was het officieel nog een dorp. Het stadje ligt op 47 kilometer afstand van Svilengrad en op 285 kilometer afstand van de hoofdstad Sofia. Madzjarovo en omgeving staat vooral bekend om de aanwezigheid van grote kolonies vale gieren.
Tot 1912 heette de stad Jatadzjik (afkomstig uit het Turkse woord Yatakçık). Daarna heette de plaats Doepnitsa (niet te verwarren met de stad Doepnitsa in het westen van Bulgarije). Sinds 1959 heeft de plaats de naam Madzjarovo.

## Bevolking
Volgens de volkstelling van 2011 wonen er 561 mensen in de stad Madzjarovo (en 1.665 mensen in de gemeente Madzjarovo). Daarmee is de stad Madzjarovo de op een na kleinste stad in Bulgarije. Vroeger was dat wel anders: in het jaar 1965 woonden er nog bijna 3.200 in de stad Madzjarovo (toen nog een dorp) en meer dan 8.000 in de gemeente Madzjarovo. Daarna begon de bevolking in een drastisch tempo te krimpen, vooral vanwege het sluiten van de mijnen.
| stad Madzjarovo     | 210   | 214   | 856   | 3.169 | 1.947 | 1.995 | 1.716 | 741   | 561   | 597   |
| gemeente Madzjarovo | 6.053 | 6.415 | 6.817 | 8.045 | 5.666 | 5.116 | 4.078 | 2.157 | 1.665 | 2.025 |

#### Religie
Volgens de optionele volkstelling van 2011 zijn de meeste inwoners lid van de Bulgaars-Orthodoxe Kerk (58,4%) of van de islam (37,7%).

## Nederzettingen
De gemeente Madzharovo bestaat uit 1 stad en 17 dorpen met een inwonersaantal van in totaal 1.665 op 1 februari 2011. De dorpen in de gemeente zijn vrij dunbevolkt en lopen in een rap tempo leeg.
| Plaatsnaam          | Cyrillische naam | Bevolking (2011) |
| ------------------- | ---------------- | ---------------- |
| Madzjadovo          | Маджарово        | 561              |
| Borislavtsi         | Бориславци       | 208              |
| Dolni Glavanak      | Долни Главанак   | 162              |
| Topolovo            | Тополово         | 106              |
| Dolno Sadievo       | Долно Съдиево    | 105              |
| Razjenovo           | Ръженово         | 94               |
| Efrem               | Ефрем            | 74               |
| Senoklas            | Сеноклас         | 73               |
| Selska Poljana      | Селска поляна    | 70               |
| Zlatoestovo         | Златоустово      | 70               |
| Gorni Glavanak      | Горни Главанак   | 38               |
| Gorno Pole          | Горно поле       | 38               |
| Malko Brjagovo      | Малко Брягово    | 24               |
| Roemelija           | Румелия          | 18               |
| Malki Voden         | Малки Воден      | 13               |
| Malko Popovo        | Малко Попово     | 7                |
| Goljama Dolina      | Голяма долина    | 3                |
| Garebovo            | Габерово         | 1                |
| Broesevtsi          | Брусевци         | 0                |
| gemeente Madzjarovo | община Маджарово | 1.665            |